# Persone di nome Laurent
| Questa pagina contiene informazioni ricavate automaticamente dalle voci biografiche con l'ausilio del template Bio e di un bot. L'aggiornamento è periodico e automatico e ricostruisce completamente la pagina. Se manca una persona in questa lista, sei pregato di non aggiungerla, ma accertati piuttosto che la sua voce biografica contenga il template Bio e che i dati anagrafici siano correttamente compilati. Se il template Bio manca, inseriscilo tu stesso o, in alternativa, metti l'avviso {{tmp\|Bio}} che ne segnala la mancanza. Se i dati riportati sono sbagliati, correggi direttamente la voce biografica; le modifiche saranno visibili in questa lista entro pochi giorni. Per chiarimenti vedi il progetto antroponimi. La lista contiene solo le 158 persone che sono citate nell'enciclopedia e per le quali è stato implementato correttamente il template Bio. Pagina aggiornata al 6 ago 2025. |

Questa è una lista di persone presenti nell'enciclopedia che hanno il nome Laurent, suddivise per attività principale.

## Allenatori di calcio(11)
- Laurent Banide, allenatore di calcio e ex calciatore francese (Alès, n. 1968)
- Laurent Batlles, allenatore di calcio e ex calciatore francese (Nantes, n. 1975)
- Laurent Blanc, allenatore di calcio e ex calciatore francese (Alès, n. 1965)
- Laurent Ciman, allenatore di calcio e ex calciatore belga (Farciennes, n. 1985)
- Laurent Courtois, allenatore di calcio e ex calciatore francese (Lione, n. 1978)
- Laurent Croci, allenatore di calcio e ex calciatore francese (Montbéliard, n. 1964)
- Laurent Dufresne, allenatore di calcio e ex calciatore francese (Calais, n. 1972)
- Laurent Fournier, allenatore di calcio e ex calciatore francese (Lione, n. 1964)
- Laurent Guyot, allenatore di calcio, dirigente sportivo e ex calciatore francese (Bourg-la-Reine, n. 1969)
- Laurent Peyrelade, allenatore di calcio e ex calciatore francese (Limoges, n. 1970)
- Laurent Roussey, allenatore di calcio e ex calciatore francese (Lione, n. 1961)

## Allenatori di pallacanestro(4)
- Laurent Buffard, allenatore di pallacanestro francese (Chemillé, n. 1963)
- Laurent Legname, allenatore di pallacanestro e ex cestista francese (Hyères, n. 1977)
- Laurent Pluvy, allenatore di pallacanestro e ex cestista francese (Lione, n. 1973)
- Laurent Vila, allenatore di pallacanestro francese (Céret, n. 1975)

## Allenatori di pallavolo(1)
- Laurent Tillie, allenatore di pallavolo e ex pallavolista francese (Algeri, n. 1963)

## Ammiragli(1)
- Laurent Truguet, ammiraglio francese (Tolone, n. 1752 - Tolone, † 1839)

## Arbitri di calcio(1)
- Laurent Duhamel, arbitro di calcio francese (Rouen, n. 1968)

## Arcivescovi cattolici(3)
- Laurent Birfuoré Dabiré, arcivescovo cattolico burkinabé (Dissin, n. 1965)
- Laurent Le Boulc'h, arcivescovo cattolico francese (Loudéac, n. 1960)
- Laurent Ulrich, arcivescovo cattolico francese (Digione, n. 1951)

## Astronomi(1)
- Laurent Bernasconi, astronomo francese

## Attori(7)
- Laurent Bouhnik, attore, sceneggiatore e regista francese (n. 1961)
- Laurent Capelluto, attore belga (Kinshasa, n. 1971)
- Laurent Lafitte, attore e umorista francese (Parigi, n. 1973)
- Laurent Lucas, attore francese (Parigi, n. 1965)
- Laurent Malet, attore francese (Saint-Tropez, n. 1955)
- Laurent Spielvogel, attore francese (Boulogne-Billancourt, n. 1955)
- Laurent Terzieff, attore e regista francese (Tolosa, n. 1935 - Parigi, † 2010)

## Calciatori(26)
- Laurent Abergel, calciatore francese (Marsiglia, n. 1993)
- Laurent Agouazi, ex calciatore francese (Langres, n. 1984)
- Laurent Bonnart, ex calciatore francese (Chambray-lès-Tours, n. 1979)
- Laurent Charvet, ex calciatore francese (Béziers, n. 1973)
- Laurent Ciechelski, ex calciatore francese (Gien, n. 1971)
- Laurent D'Jaffo, ex calciatore beninese (Bazas, n. 1970)
- Laurent Delorge, ex calciatore belga (Lovanio, n. 1979)
- Laurent Depoitre, ex calciatore belga (Tournai, n. 1988)
- Laurent Di Lorto, calciatore francese (Martigues, n. 1909 - Montbéliard, † 1989)
- Laurent Dos Santos, calciatore francese (Montmorency, n. 1993)
- Laurent Grimmonprez, calciatore belga (Gand, n. 1902 - † 1984)
- Laurent Henkinet, ex calciatore belga (Rocourt, n. 1992)
- Laurent Henric, calciatore francese (Argelès-sur-Mer, n. 1905 - Les Angles, † 1992)
- Laurent Jans, calciatore lussemburghese (Lussemburgo, n. 1992)
- Laurent Lagrand, ex calciatore francese (n. 1974)
- Laurent Leroy, ex calciatore francese (Saint-Saulve, n. 1976)
- Laurent Lopes, ex calciatore francese (n. 1997)
- Laurent Pionnier, ex calciatore francese (Bagnols-sur-Cèze, n. 1982)
- Laurent Pokou, calciatore ivoriano (Abidjan, n. 1947 - Abidjan, † 2016)
- Laurent Robert, ex calciatore francese (Saint-Benoît, n. 1975)
- Laurent Robuschi, ex calciatore francese (Nizza, n. 1935)
- Laurent Sachy, ex calciatore francese (Dunkerque, n. 1968)
- Laurent Schonckert, ex calciatore lussemburghese (n. 1958)
- Laurent Verbiest, calciatore belga (Ostenda, n. 1939 - Ostenda, † 1966)
- Laurent Viaud, ex calciatore e allenatore di calcio francese (Nantes, n. 1969)
- Laurent Walthert, ex calciatore svizzero (Neuchâtel, n. 1984)

## Canottieri(2)
- Laurent Cadot, canottiere francese (Aurillac, n. 1983)
- Laurent Porchier, ex canottiere francese (Bourg-de-Péage, n. 1968)

## Cantanti(1)
- Amir Haddad, cantante francese (Parigi, n. 1984)

## Cantautori(1)
- Laurent Voulzy, cantautore francese (Parigi, n. 1948)

## Cardinali(1)
- Laurent Monsengwo Pasinya, cardinale e arcivescovo cattolico della Repubblica Democratica del Congo (Mongobele, n. 1939 - Le Port-Marly, † 2021)

## Cestisti(5)
- Laurent Bernard, ex cestista francese (Châtenay-Malabry, n. 1971)
- Laurent Cazalon, ex cestista francese (Mulhouse, n. 1979)
- Laurent Dorigo, ex cestista francese (Parigi, n. 1943)
- Laurent Foirest, ex cestista e allenatore di pallacanestro francese (Marsiglia, n. 1973)
- Laurent Sciarra, ex cestista e allenatore di pallacanestro francese (Nizza, n. 1973)

## Ciclisti su strada(16)
- Laurent Bezault, ex ciclista su strada francese (Boulogne-Billancourt, n. 1966)
- Laurent Brochard, ex ciclista su strada francese (Le Mans, n. 1968)
- Laurent Desbiens, ex ciclista su strada francese (Mons-en-Barœul, n. 1969)
- Laurent Didier, ex ciclista su strada lussemburghese (Dippach, n. 1984)
- Laurent Dufaux, ex ciclista su strada svizzero (Montreux, n. 1969)
- Laurent Fignon, ciclista su strada e pistard francese (Parigi, n. 1960 - Parigi, † 2010)
- Laurent Jalabert, ex ciclista su strada e dirigente sportivo francese (Mazamet, n. 1968)
- Laurent Lefèvre, ex ciclista su strada francese (Maubeuge, n. 1976)
- Laurent Madouas, ex ciclista su strada francese (Rennes, n. 1967)
- Laurent Mangel, ex ciclista su strada francese (Vesoul, n. 1981)
- Laurent Pichon, ex ciclista su strada francese (Quimper, n. 1986)
- Laurent Pillon, ex ciclista su strada francese (Creil, n. 1964)
- Laurent Roux, ex ciclista su strada francese (Cahors, n. 1972)
- Laurent Seret, ciclista su strada belga (Liegi, n. 1896 - Liegi, † 1978)
- Laurent Vial, ex ciclista su strada svizzero (Corcelles, n. 1959)
- Laurent Évrard, ciclista su strada belga (Beauvechain, n. 1990)

## Combinatisti nordici(1)
- Laurent Muhlethaler, combinatista nordico francese (Prémanon, n. 1997)

## Compositori(2)
- Laurent Petitgand, compositore, polistrumentista e cantante francese (Laxou, n. 1959)
- Laurent Petitgirard, compositore e direttore d'orchestra francese (Parigi, n. 1950)

## Danzatori(1)
- Laurent Hilaire, ballerino francese (Parigi, n. 1962)

## Diplomatici(1)
- Laurent Stefanini, diplomatico francese (Neuilly-sur-Seine, n. 1960)

## Direttori della fotografia(1)
- Laurent Dailland, direttore della fotografia francese (Nevers, n. 1956)

## Dirigenti sportivi(3)
- Laurent Biondi, dirigente sportivo, ex ciclista su strada e pistard francese (Grenoble, n. 1959)
- Laurent Huard, dirigente sportivo, allenatore di calcio e ex calciatore francese (Fougères, n. 1973)
- Laurent Koscielny, dirigente sportivo e ex calciatore francese (Tulle, n. 1985)

## Disc jockey(3)
- Watermät, disc jockey e produttore discografico francese (Parigi)
- Laurent Garnier, disc jockey francese (Boulogne sur Seine, n. 1966)
- Laurent Wolf, disc jockey francese (Tolosa, n. 1971)

## Educatori(1)
- Laurent Clerc, educatore francese (La Balme-les-Grottes, n. 1785 - Hartford, † 1869)

## Fumettisti(1)
- Riss, fumettista e disegnatore francese (Melun, n. 1966)

## Generali(2)
- Laurent de Gouvion-Saint-Cyr, generale e nobile francese (Toul, n. 1764 - Hyères, † 1830)
- Laurent Nkunda, generale della Repubblica Democratica del Congo (Rutshuru, n. 1967)

## Ginnasti(1)
- Daniel Lavielle, ginnasta francese (La Teste-de-Buch, n. 1880)

## Giocatori di beach soccer(1)
- Laurent Castro, ex giocatore di beach soccer francese (n. 1969)

## Giocatori di football americano(1)
- Laurent Duvernay-Tardif, giocatore di football americano canadese (Mont-Saint-Hilaire, n. 1991)

## Giornalisti(1)
- Laurent Joffrin, giornalista e politico francese (n. 1952)

## Giuristi(1)
- Laurent Gamet, giurista e avvocato francese (Vesoul, n. 1973)

## Grecisti(1)
- Laurent Pernot, grecista francese (Saumur, n. 1955)

## Ingegneri(1)
- Laurent Mekies, ingegnere francese (Tours, n. 1977)

## Matematici(2)
- Laurent Lafforgue, matematico francese (Antony, n. 1966)
- Laurent Schwartz, matematico francese (Parigi, n. 1915 - Parigi, † 2002)

## Medaglisti(1)
- Laurent Jorio, medaglista francese (Bouaké, n. 1973)

## Medici(3)
- Laurent Cerise, medico francese (Aosta, n. 1807 - Parigi, † 1869)
- Laurent Degos, medico e ematologo francese (Parigi, n. 1945)
- Laurent Joubert, medico e chirurgo francese (Valence, n. 1529 - Lombez, † 1583)

## Montatori(1)
- Laurent Sénéchal, montatore francese (n. 1978)

## Musicisti(1)
- DJ Cam, musicista e produttore discografico francese (Parigi, n. 1973)

## Ostacolisti(1)
- Laurent Ottoz, ex ostacolista italiano (Brescia, n. 1970)

## Pallavolisti(1)
- Laurent Capet, ex pallavolista e allenatore di pallavolo francese (Dieppe, n. 1972)

## Pattinatori(1)
- Laurent Tobel, ex pattinatore francese (Savigny-sur-Orge, n. 1975)

## Pattinatori di short track(1)
- Laurent Daignault, ex pattinatore di short track canadese (Montréal, n. 1968)

## Pattinatori di velocità su ghiaccio(1)
- Laurent Dubreuil, pattinatore di velocità su ghiaccio canadese (Québec, n. 1992)

## Piloti automobilistici(1)
- Laurent Aiello, ex pilota automobilistico francese (Fontenay-aux-Roses, n. 1969)

## Piloti motociclistici(2)
- Laurent Naveau, pilota motociclistico belga (Bruxelles, n. 1966)
- Laurent Pidoux, pilota motociclistico francese

## Pistard(1)
- Laurent Gané, ex pistard francese (Numea, n. 1973)

## Pittori(4)
- Laurent Cars, pittore e incisore francese (Lione, n. 1699 - Parigi, † 1771)
- Laurent Francken, pittore fiammingo (Anversa)
- Laurent Pêcheux, pittore francese (Lione, n. 1729 - Torino, † 1821)
- Laurent de La Hyre, pittore francese (Parigi, n. 1606 - Parigi, † 1656)

## Politici(7)
- Laurent Fabius, politico francese (Parigi, n. 1946)
- Laurent Gbagbo, politico ivoriano (Gagnoa, n. 1945)
- Laurent Lamothe, politico e imprenditore haitiano (Port-au-Prince, n. 1972)
- Laurent Marcangeli, politico e avvocato francese (Ajaccio, n. 1980)
- Laurent Nouvion, politico monegasco (Monaco, n. 1968)
- Laurent Viérin, politico italiano (Aosta, n. 1975)
- Laurent Wauquiez, politico francese (Lione, n. 1975)

## Presbiteri(1)
- Laurent Cassegrain, presbitero e astronomo francese (Chartres, n. 1629 - Chaudon, † 1693)

## Pugili(2)
- Laurent Boudouani, ex pugile francese (Sallanches, n. 1966)
- Laurent Dauthuille, pugile francese (Viry-Noureuil, n. 1924 - Rueil-Malmaison, † 1971)

## Registi(4)
- Laurent Boutonnat, regista e compositore francese (Parigi, n. 1961)
- Laurent Cantet, regista e sceneggiatore francese (Melle, n. 1961 - Parigi, † 2024)
- Laurent Micheli, regista e sceneggiatore belga (Bruxelles, n. 1982)
- Laurent Tirard, regista, sceneggiatore e critico cinematografico francese (Roubaix, n. 1967 - Parigi, † 2024)

## Rugbisti a 15(4)
- Laurent Bénézech, ex rugbista a 15 francese (Pamiers, n. 1966)
- Laurent Cabannes, ex rugbista a 15 francese (Reims, n. 1964)
- Laurent Rodriguez, ex rugbista a 15, allenatore di rugby a 15 e dirigente sportivo francese (Poitiers, n. 1960)
- Laurent Travini, ex rugbista a 15 e dirigente sportivo francese (Gap, n. 1972)

## Scacchisti(1)
- Laurent Fressinet, scacchista francese (Dax, n. 1981)

## Scenografi(1)
- Laurent Mahelot, scenografo, costumista e designer francese

## Schermidori(1)
- Laurent Bel, ex schermidore francese (Neuilly-sur-Seine, n. 1966)

## Sciatori alpini(2)
- Laurent Caiolo Serra, ex sciatore alpino e sciatore freestyle francese (n. 1978)
- Laurent Mazzilli, ex sciatore alpino francese (n. 1954)

## Sciatori freestyle(1)
- Laurent Dumais, sciatore freestyle canadese (Québec, n. 1996)

## Scrittori(4)
- Laurent Binet, scrittore francese (Parigi, n. 1972)
- Laurent Gaudé, scrittore e drammaturgo francese (Parigi, n. 1972)
- Laurent Mauvignier, scrittore francese (Tours, n. 1967)
- Laurent Obertone, scrittore e giornalista francese (n. 1984)

## Scultori(1)
- Laurent Delvaux, scultore fiammingo (Gand, n. 1696 - Nivelles, † 1778)

## Sportivi(1)
- Laurent Piemontesi, sportivo e attore francese (Parigi)

## Tennisti(2)
- Laurent Recouderc, ex tennista francese (Tolosa, n. 1984)
- Laurent Riboulet, tennista francese (Lilla, n. 1871 - Lilla, † 1960)

## Vescovi cattolici(1)
- Laurent Noël, vescovo cattolico canadese (Saint-Just-de-Bretenières, n. 1920 - Québec, † 2022)